# C/2012 E2 (SWAN)
C/2012 E2 (SWAN) est une comète hyperbolique rasante.
Elle a été découverte avec l'instrument SWAN de la sonde SOHO, c'est un amateur ukrainien qui l'a détecté sur les images. Puis elle a été observée par une des sondes STEREO.
En passant au périhélie le 15 mars 2012, elle a disparu car sa distance au Soleil était 70 fois plus faible que celle de la planète Mercure.